# 2007-es svéd túraautó-bajnokság
A 2007-es svéd túraautó-bajnokság volt a sorozat 12. kiírása. A szezon április 22-én vette kezdetét és szeptember 30-án ért véget. Tizenegy futamból állt. A bajnok a svéd Fredrik Ekblom lett két honfitársa, Robert Dahlgren és Richard Göransson előtt.

## Csapatok és versenyzők
| Versenyző               | Nemzet | Csapat                    | Autó                  | Osztály |
| ----------------------- | ------ | ------------------------- | --------------------- | ------- |
| Thed Björk              | SWE    | Kristoffersson Motorsport | Audi A4               |         |
| Frank Stippler          | GER    | Kristoffersson Motorsport | Audi A4               |         |
| Tommy Kristoffersson    | SWE    | Kristoffersson Motorsport | Audi A4               |         |
| Jan Nilsson             | SWE    | Flash Engineering         | BMW 320si E90 Ethanol |         |
| Richard Göransson       | SWE    | Flash Engineering         | BMW 320si E90 Ethanol |         |
| Fredrik Ekblom          | SWE    | West Coast Racing         | BMW 320si E90         |         |
| Robin Rudholm           | SWE    | West Coast Racing         | BMW 320si E90         |         |
| Carl Rosenblad          | SWE    | Crawford Racing           | BMW 320si E90         |         |
| Tomas Engström          | SWE    | Engström Motorsport       | Honda Accord          |         |
| Robert Dahlgren         | SWE    | Polestar Racing           | Volvo S60 Ethanol     |         |
| Alexander Storckenfeldt | SWE    | Polestar Racing           | Volvo S60 Ethanol     |         |
| Johan Stureson          | SWE    | IPS Motorsport            | Peugeot 407           |         |
| Niklas Karlsson         | SWE    | Chevrolet svéd            | Chevrolet Lacetti     |         |
| David Björk             | SWE    | Team CaWalli              | BMW 320i              |         |
| Roger Eriksson          | SWE    | Picko Troberg Racing      | BMW 320i              |         |
| Fredrik Lestrup         | SWE    | Picko Troberg Racing      | BMW 320i              |         |
| Andrey Smetsky          | RUS    | Artman Racing             | Honda Accord Euro-R   |         |
| Mattias Andersson       | SWE    | MA GP                     | Alfa Romeo 156        |         |
| Tobias Johansson        | SWE    | Mercedes-Benz Sport       | Mercedes C200         |         |
| Hans Simonsson          | SWE    | PWR Racing Team           | Mercedes C200         |         |
| Tommy Rustad            | NOR    | Opel Team svéd            | Opel Astra GTC 2000   |         |
| Joakim Fridh            | SWE    | Team Euromaster           | Opel Astra Coupe      | C       |
| Tobias Tegelby          | SWE    | Tysslinge Racing          | BMW 320i              | C       |
| Viktor Huggare          | SWE    | Huggare Racing            | BMW 320i              | C       |
| Ronnie Brandt           | SWE    | Mälarpower Motorsport     | Volvo S60             | C       |

- C = Független bajnoki résztvevő

## Versenynaptár
| Forduló | Versenypálya           | Dátum          | Győztes versenyző       | Győztes csapat            |
| ------- | ---------------------- | -------------- | ----------------------- | ------------------------- |
| 1       | Sturup Raceway         | Április 22.    | Robert Dahlgren         | Polestar Racing           |
| 2       | Ring Knutstorp         | Május 6.       | Robert Dahlgren         | Polestar Racing           |
| 3       | Mantorp Park           | Május 20.      | Richard Göransson       | Flash Engineering         |
| 4       | Karlskoga Motorstadion | Június 3.      | Fredrik Ekblom          | West Coast Racing         |
| 5       | Anderstorp             | Június 17.     | Robin Rudholm           | West Coast Racing         |
| 6       | Vålerbanen             | Június 30.     | Richard Göransson       | Flash Engineering         |
| 7       | Falkenbergs Motorbana  | Július 15.     | Thed Björk              | Kristoffersson Motorsport |
| 8       | Karlskoga Motorstadion | Augusztus 19.  | Richard Göransson       | Flash Engineering         |
| 9       | Ring Knutstorp         | Szeptember 2.  | Alexander Storckenfeldt | Polestar Racing           |
| 10      | Sturup Raceway         | Szeptember 16. | Fredrik Ekblom          | West Coast Racing         |
| 11      | Mantorp Park           | Szeptember 30. | Tommy Rustad            | Opel Team Sweden          |

### Vezetők
| Helyezés | Versenyző               | STU | KNU | MAN | KAR | AND | VÅL | FAL | KAR | KNU | STU | MAN | Pontok |
| -------- | ----------------------- | --- | --- | --- | --- | --- | --- | --- | --- | --- | --- | --- | ------ |
| 1        | Fredrik Ekblom          | 12  | 3   | 2   | 1   | 4   | 5   | 2   | 2   | 6   | 1   | Ki  | 62     |
| 2        | Robert Dahlgren         | 1   | 1   | 7   | Ki  | 5   | 3   | 6   | 5   | 2   | 5   | Ki  | 51     |
| 3        | Richard Göransson       | Ni  | Ki  | 1   | 4   | 7   | 1   | 3   | 1   | 9   | 4   | Ki  | 48     |
| 4        | Thed Björk              | 7   | Ki  | 3   | 3   | 3   | 15  | 1   | 4   | 4   | Ki  | 8   | 41     |
| 5        | Robin Rudholm           | Ni  | 2   | 4   | Ki  | 1   | Ki  | Ki  | 3   | 8   | 6   | Ki  | 33     |
| 6        | Jan Nilsson             | 2   | 5   | Ki  | 5   | 2   | Ki  | 4   | Ki  | 7   | 10  | 6   | 32     |
| 7        | Frank Stippler          | 5   | Ki  | 6   | Ki  | Ki  | 2   | 5   | 8   | 10  | 2   | 7   | 30     |
| 8        | Alexander Storckenfeldt | 10  | 4   | Ki  | Ki  | 11  | 4   | Ni  | 11  | 1   | 12  | 11  | 20     |
| 9        | Johan Stureson          | 3   | 6   | Ki  | 14  | Ki  | Ki  | Ki  | Ki  | Ki  | 3   | 3   | 19     |
| 10       | Mattias Andersson       | 13  | 9   | 5   | 6   | Ki  | 6   | Ki  | 6   | 3   | Ki  | 10  | 19     |
| 11       | Tommy Rustad            | 9   | Ki  | Ki  | 12  | 6   | Ki  | Ki  | 9   | 5   | 9   | 1   | 17     |
| 12       | Tomas Engström          | 4   | 7   | 8   | 2   | 9   | 10  | 12  | Ki  | Ni  | Ki  | Ki  | 16     |
| 13       | David Björk             | 8   | 10  | Ki  | 7   | 14  | 9   | Ki  | 7   | Ki  | 7   | 2   | 15     |
| 14       | Tommy Kristoffersson    | 6   | 8   | 9   | 10  | 7   | 8   | 8   | 12  | Ki  | 11  | 5   | 12     |
| 15       | Joakim Fridh            | 17  | 15  | Ki  | 13  | 13  |     | 9   | 18  | 15  | 17  | 4   | 5      |
| 16       | Roger Eriksson          | 14  | 13  | Ki  | 9   | 12  | 7   | 7   | 15  | 14  | 8   | Ki  | 5      |
| 17       | Fredrik Lestrup         | 15  | 12  | Ki  | 8   | Ki  | 11  | Ki  | 10  | 13  | 13  | 9   | 1      |
| 18       | Tobias Tegelby          | 18  | Ki  | 10  | Ki  | 10  | Ki  | 10  | 17  | 12  | 16  | 15  | 0      |
| 19       | Hans Simonsson          | Ki  | 11  | Ki  | Ki  | 15  | 12  | Ki  | 16  | Ni  | 15  | 14  | 0      |
| 20       | Tobias Johansson        | 16  | 14  | Ki  | 11  | Ni  | 13  | Ni  | 14  | 11  | 14  | 13  | 0      |
| 21       | Carl Rosenblad          | 11  |     |     |     |     |     |     |     |     |     |     | 0      |
| 22       | Niklas Karlsson         |     |     |     |     | DNS |     | DNS | 13  |     |     | 16  | 0      |
| 23       | Ronnie Brandt           | Ki  |     |     | Ki  |     | 14  | Ki  | 20  | 16  | 18  | 17  | 0      |
| 24       | Viktor Huggare          |     | 16  | Ki  | Ki  | 17  |     | Ki  | 19  |     |     | 12  | 0      |
| 25       | Andrey Smetsky          | 19  |     |     |     |     |     |     |     |     |     |     | 0      |

| Szín   | Eredmény                                      |
| ------ | --------------------------------------------- |
| Arany  | Győztes                                       |
| Ezüst  | 2. helyezett                                  |
| Bronz  | 3. helyezett                                  |
| Zöld   | Pontot szerzett                               |
| Kék    | Pont nélkül vagy helyezetlenül ért célba (Hn) |
| Lila   | Nem ért célba (Ki)                            |
| Piros  | Nem kvalifikálta magát (Nk)                   |
| Fekete | Diszkvalifikálták (Kiz)                       |
| Fehér  | Nem indult (Ni)                               |
| Fehér  | Visszavonult (WD)                             |
| Fehér  | Verseny törölve (C)                           |
| Üres   | Nem vett részt                                |
| Üres   | Kizárt (EX)                                   |

| Csapatok bajnoksága | Csapatok bajnoksága   | Csapatok bajnoksága |
| Helyezés            | Csapat                | Pont                |
| ------------------- | --------------------- | ------------------- |
| 1                   | Flash/BMW             | 75                  |
| 2                   | WCR/BMW               | 72                  |
| 3                   | KMS/Audi              | 68                  |
| 4                   | Polestar/Volvo        | 60                  |
| 5                   | MA GP/Alfa Romeo      | 29                  |
| 6                   | Engström/Honda        | 27                  |
| 7                   | CaWalli/BMW           | 26                  |
| 8                   | OTS/Opel              | 24                  |
| 9                   | IPS Motorsport        | 23                  |
| 10                  | PTR/BMW               | 19                  |
| 11                  | MB Sport/PWR/Mercedes | 3                   |
| 11                  | CMS/Chevrolet         | 0                   |

| Gyártók bajnoksága | Gyártók bajnoksága | Gyártók bajnoksága |
| Helyezés           | Gyártó             | Pont               |
| ------------------ | ------------------ | ------------------ |
| 1                  | BMW                | 93                 |
| 2                  | Audi               | 72                 |
| 3                  | Volvo              | 70                 |
| 4                  | Alfa Romeo         | 38                 |
| 5                  | Honda              | 36                 |
| 6                  | Opel               | 34                 |
| 7                  | Peugeot            | 30                 |
| 8                  | Mercedes           | 23                 |
| 9                  | Chevrolet          | 4                  |

| Független bajnokság | Független bajnokság | Független bajnokság |
| Helyezés            | Versenyző           | Pont                |
| ------------------- | ------------------- | ------------------- |
| 1                   | Joakim Fridh        | 82                  |
| 2                   | Tobias Tegelby      | 74                  |
| 3                   | Viktor Huggare      | 34                  |
| 4                   | Ronnie Brandt       | 32                  |

## Külső hivatkozások
- A bajnokság hivatalos honlapja (svédül)